# Warren Spragg
Warren Gerard Spragg (Manchester, 1º novembre 1982) è un rugbista a 15 britannico, internazionale per l'Italia, ala - estremo del Fylde, club di National League 1 (terza divisione inglese).

## Biografia
Nativo di Manchester, Spragg possiede la cittadinanza italiana per via di una nonna originaria della provincia di Udine.
Inizialmente esordiente in Premiership con i colori del Sale Sharks, formazione della Greater Manchester con la quale disputò un solo incontro in massima serie, ma alla cui vittoria nel Melrose Sevens (rugby a 7) del 2003 contribuì in maniera incisiva, rappresentò a livello giovanile l'Inghilterra sia in categoria Under-18 che Under-21.
Dopo un breve prestito al Fylde nel 2003, si trasferì al Wakefield e, dopo una sola stagione, nell'estate del 2004, all'Orrell, dove rimase per due stagioni.
Nel 2006 si trasferì in Italia al Calvisano, squadra in cui, oltre a vincere un titolo nazionale nel 2007-08, fu convocato anche in Nazionale per via delle sue origini; disputò il suo unico incontro in maglia azzurra a Pordenone contro il Canada nel novembre 2006.
Due anni più tardi passò a Padova al Petrarca, con cui si aggiudicò un altro scudetto, nel 2010-11, il primo per i padovani dopo 24 anni; alla fine della stagione 2011-12 il suo contratto non è stato rinnovato per motivi economici e Spragg ha fatto ritorno in Inghilterra al Fylde, il club dove spese alcuni mesi in prestito dieci anni prima.

## Palmarès
- Campionati italiani: 2
Calvisano: 2007-08
Petrarca: 2010-11
- Coppe Intercontinentali: 1
Calvisano: 2006